# Süphan Dağı
De Suphan Dağı (Armeens: Սիփան Սար; Koerdisch: Çiyayê Sîpan) is een 4058 m hoge inactieve vulkaan in Turkije.
De berg ligt in Oost-Anatolië, op de grens van de provincies Bitlis en Ağrı net ten noorden van het Vanmeer. Ten westen van het Vanmeer ligt nog een vulkaan: de Nemrut Dağı. Het is na de Ararat de hoogste vulkaan van Turkije.